# Hypanthidioides colombiae
Hypanthidioides colombiae is een vliesvleugelig insect uit de familie Megachilidae. De wetenschappelijke naam van de soort is voor het eerst geldig gepubliceerd in 1933 door Schwarz.